# Skånskt oxbär
Skånskt oxbär (Cotoneaster kullensis) är en rosväxtart som beskrevs av Bertil Hylmö. Cotoneaster kullensis ingår i släktet oxbär och familjen rosväxter. Enligt den svenska rödlistan är arten starkt hotad i Sverige. Arten förekommer i Götaland. Artens livsmiljö är havsstränder, skogslandskap, havet, jordbrukslandskap. Inga underarter finns listade i Catalogue of Life.